# Porcellio hyblaeus
Porcellio hyblaeus är en kräftdjursart som beskrevs av Viglianisi, Lombardo och S. Caruso 1992. Porcellio hyblaeus ingår i släktet Porcellio och familjen Porcellionidae. Inga underarter finns listade i Catalogue of Life.